# Arco de La Défense

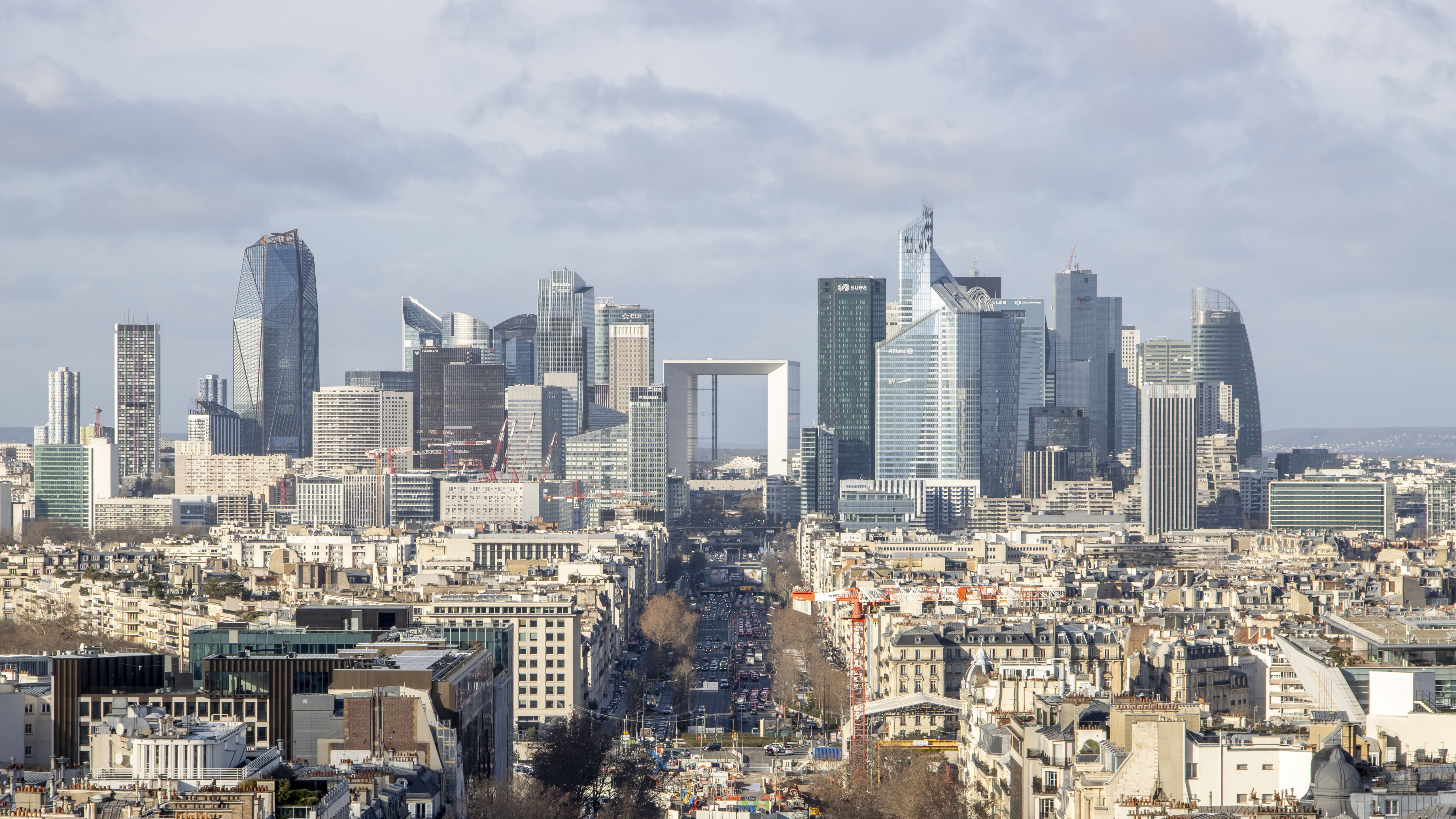
Panoramica dellAxe Historique che conduce alla Défense

L'Arco de La Défense, noto anche come Grande Arco, è un edificio contemporaneo situato nel quartiere finanziario La Défense, che sorge nella zona occidentale dell'agglomerato urbano di Parigi, presso la circoscrizione di Puteaux, del dipartimento degli Hauts-de-Seine, regione dell'Île de France. Il nome ufficiale in francese è Grande Arche de la Fraternité (letteralmente: "Grande Arcata della Fratellanza"), ma è conosciuto anche come Arche de la Défense o semplicemente come Grande Arche ("Arco de La Défense" o "Grande Arcata"). 
Realizzato a seguito di un concorso internazionale indetto nel 1982, è considerato uno degli edifici più moderni e iconici di Parigi, dopo la celeberrima Torre Eiffel e l'Arco di Trionfo.

## Storia
La genesi del progetto risiede nel contesto di creazione dell'intero quartiere finanziario della Défense, che già venne avviato nell'autunno del 1958 e i cui primi edifici rimpiazzarono vecchie fabbriche e alcune fattorie sparse. 
Nei primi anni settanta del Novecento vennero costruiti nuovi grattacieli, i primi in Francia a superare il limite dei cento metri di altezza, mentre nel 1982 l'EPAD (Établissement public pour l'aménagement de La Défense, traducibile in "Istituto pubblico per l'allestimento de La Défense"), con l'alto patrocinio del presidente della repubblica François Mitterrand, istituì il concorso Tête Défense con l'obiettivo di realizzare un nuovo edificio iconico che completasse il centro direzionale della Défense e che fosse il punto di arrivo di quell'axe historique (asse storico) che collega, non soltanto idealmente, il modernissimo quartiere finanziario della Défense al centro di Parigi, attraversando i luoghi storici della capitale francese, ovvero il Louvre, Place de la Concorde e l'Arco di Trionfo. Contestualmente al progetto Tête Défense, vennero rinnovati anche i primi edifici circostanti ma realizzati anche di nuovi e costruite nuove strutture ricettive, nonché progettato il prolungamento della linea 1 della metropolitana per garantire un collegamento alla città ancora più capillare.

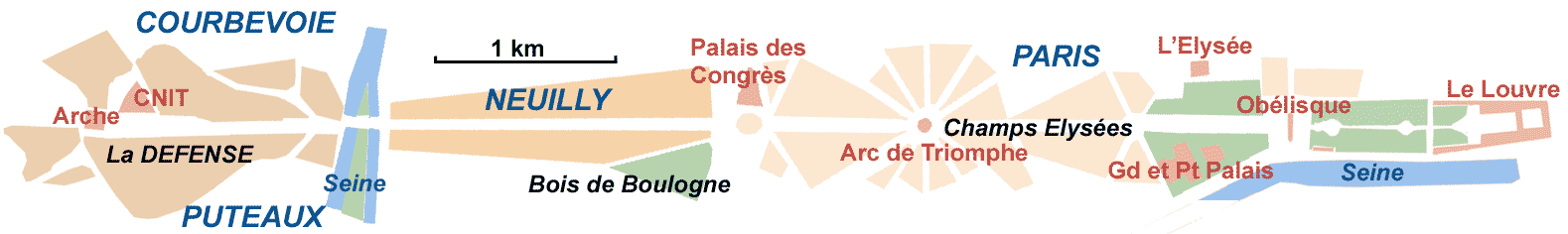
Pianta dellAxe Historique

Il progetto vincitore fu quello dell'architetto danese Johann Otto von Spreckelsen, che consistette nell'avveniristica struttura della Grande Arche, ovvero un moderno trilite bianco ricavato da un cubo svuotato al suo interno, che ridefiniva il concetto stesso di arco, interpretandolo come una sorta di cornice o di varco che si apre sul panorama della città, posizionato in asse con l'Arco di Trionfo del 1836 che si scorge in lontananza. Tuttavia, secondo von Spreckelsen, questa reinterpretazione dell'arco non esprimeva soltanto un fattore meramente estetico o architettonico, ma coincideva anche con il significato fortemente concettuale dell'opera, divenendo una nuova forma di tributo all'umanità e alla pace, una sorta di nuovo arco non più soltanto come simbolo di supremazia e di vittoria a seguito di una guerra.
I lavori di costruzione dell'edificio, ribattezzato ufficialmente Grande Arche de la Fraternité, iniziarono nel 1983 e vennero affidati al gruppo edile  Bouygues. Nel 1986 von Spreckelsen trasferì la titolarità della direzione dei lavori all'architetto francese Paul Andreu, che seguì il completamento dell'opera avvenuta quasi due anni dopo la morte del suo autore.
L'edificio venne completato alla fine del 1988 e inaugurato il 14 luglio del 1989 in occasione del bicentenario della Rivoluzione Francese e del vertice del G7 che ivi venne ospitato. La solenne cerimonia d'inaugurazione fu presieduta dal presidente della repubblica François Mitterrand, come riporta una targa commemorativa affissa alla base dell'ampia scalinata. 
Nel gennaio 2011, anche a seguito di alcuni pericolosi distacchi di lastre di marmo della facciata, le autorità francesi hanno disposto la momentanea chiusura al pubblico della struttura, al fine di avviare un totale restauro dell'edificio, privando il quartiere Hauts-de-Seine del suo monumento più visitato, con una media di circa 250 000 turisti all'anno. La chiusura al pubblico ha provocato anche la conseguente dismissione del Museo dell'Informatica, l'unico in Francia, che aveva accesso dalla terrazza superiore.
Nel Dicembre 2014 sono state appaltate le opere di restauro e riqualificazione dell'edificio per un costo complessivo di quasi duecento milioni di euro. Gli interventi, completati nel 2017, si sono principalmente concentrati sul restauro e la messa in sicurezza delle facciate in marmo bianco, sul miglioramento delle prestazioni energetiche dell'edificio ma hanno anche previsto una contestuale ristrutturazione degli spazi interni e il recupero della grande terrazza.

## Descrizione

### Esterno
La Grande Arche sorprende per il suo apparente minimalismo e per le sue forme estremamente essenziali. L'edificio è, di fatto, un imponente ipercubo quasi perfetto e svuotato al suo interno, che conta un'altezza di 110 metri, per una larghezza di 112 e una profondità di 108.
La sua collocazione originaria sull'asse che lo collega idealmente all'Arco di Trionfo posto a circa quattro chilometri di distanza è stata leggermente ruotata di circa 6,33° in fase di realizzazione per esigenze tecniche, poiché la posa delle fondamenta ha dovuto tener conto delle infrastrutture già esistenti come l'autostrada e le linee ferroviarie sottostanti, nonché considerare il pianificato prolungamento della linea 1 della metropolitana di Parigi, completato nel 1992 con la realizzazione dell'ultima stazione proprio sotto l'edificio. Per ovviare alle vibrazioni, alla particolarità del terreno e per garantire alti livelli di stabilità e criteri antisismici, la struttura portante in acciaio è stata dotata di dodici pilastri di fondazione con speciali martinetti idraulici. 
Tutti i prospetti esterni della struttura erano originariamente caratterizzati da un rivestimento costituito da circa 350.000 lastre quadrangolari in marmo bianco di Carrara e in marmo Bardiglio da 4 centimetri di spessore che conferivano una grande luminosità alla struttura. Tuttavia, intorno al 2011, molte di queste lastre di rivestimento versavano in condizioni tali da subire dei distacchi a causa dell'eccessiva porosità del materiale stesso, che consentiva all'acqua e all'umidità tipici del clima parigino di infiltrarsi nel prezioso marmo, degradandone con il tempo la sua struttura interna e compromettendo la stessa integrità delle lastre. Per ovviare a questo imminente pericolo e scongiurare serie conseguenze, le lastre di marmo sono state interamente rimosse e sostituite nel grande restauro del 2014 con un più consono granito Bethel White di provenienza americana. 
I lati nord e sud si innalzano per 35 piani e i prospetti dei due lati esterni sono quasi completamente rivestiti da pannelli in vetro a filo facciata, compresi in una griglia di 25 riquadri da 49 finestre quadrangolari ciascuno, per un totale di ben 2.450 finestre per entrambi i prospetti. Differenti sono i prospetti esterni che affacciano sulla porzione interna del vasto portico, che sono invece caratterizzati da un complesso reticolo sfaccettato e strombato, che ospita finestre quadrangolari incassate al suo interno.
La particolarità dei prospetti est e ovest consiste invece nell'inclinazione verso l'interno dei prospetti stessi e nelle due grandi scalinate che completano l'accesso all'edificio su entrambi i lati. Esse conducono al vasto portico interno che conta una larghezza di circa 70 metri per un'altezza di 96, costituendo una cubatura tale che potrebbe ospitare la cattedrale di Nôtre Dame. 
Un sistema di tre ascensori panoramici esterni con cabine in vetro, che è situato nell'ampio portico della struttura, conduce alla vasta terrazza panoramica sulla sommità, che conta circa 1.000 m² di ampiezza e che offre una vista su Parigi e sugli adiacenti grattacieli della Défense.

### Interni
Le strutture dei lati nord e sud accolgono alcuni uffici governativi, ovvero una fondazione internazionale che si occupa dei diritti dell'uomo, il Ministero dei Trasporti e il Ministero dell'Ambiente, oltre a una serie di sale di rappresentanza, ambienti espositivi e il ristorante La City.